# Nagybáb
Nagybáb (szlovákul Veľky Báb, németül Gross-Baab), Báb településrésze, egykor önálló falu Szlovákiában, a Nyitrai kerületben, a Nyitrai járásban.

## Fekvése
Nyitrától 16 km-re nyugatra fekszik.

## Története
A trianoni békeszerződésig Nyitra vármegye Galgóci járásához tartozott.

## Népessége
1910-ben 792, többségben szlovák anyanyelvű lakosa volt, jelentős magyar kisebbséggel.
2001-ben Báb 957 lakosából 943 szlovák volt.